# Storena variegata
Storena variegata är en spindelart som beskrevs av O. Pickard-Cambridge 1869. Storena variegata ingår i släktet Storena och familjen Zodariidae. Inga underarter finns listade i Catalogue of Life.